# Richard Onslow (Politiker, 1601)
Sir Richard Onslow (getauft 30. Juli 1601; † 19. Mai 1664 in London) war ein englischer Politiker und Militär.

## Herkunft und Jugend
Richard Onslow war der zweite Sohn von Sir Edward Onslow († 1615), Gutsherr von Knowle bei Cranleigh in Surrey, und von Isabel (oder Elizabeth) Shirley († 1630), einer Tochter von Sir Thomas Shirley, Gutsherr von Wiston in Sussex. Sein genaues Geburtsdatum ist unbekannt, am 30. Juli 1601 wurde er getauft. Sein Vater Sir Edward Onslow war ein Puritaner und hatte keine öffentlichen Ämter bekleidet, sein Großvater Richard Onslow, der ursprünglich aus Shropshire stammte, war 1566 Speaker des House of Commons gewesen. Sein Vater starb 1615, und nach dem Tod seines älteren Bruders Sir Thomas Onslow, der im Dezember 1616 an den Pocken starb, wurde Richard der Erbe der Familiengüter. 1617 wurde er am Jesus College in der Universität Cambridge immatrikuliert und am 8. November 1618 wurde er im Lincoln’s Inn aufgenommen.

## Beginn der politischen Karriere
Am 2. Juni 1624 wurde er zum Knight Bachelor geschlagen. Im Juli 1626 wurde er Colonel der Kavallerie der Miliz von Surrey, im Dezember 1626 Friedensrichter für Surrey und im März 1627 Deputy Lieutenant für Surrey. 1628 wurde er als Knight of the Shire für Surrey ins Unterhaus des englischen Parlaments gewählt, vermutlich mit Unterstützung des mit ihm befreundeten Sir George More. Im Parlament trat er zunächst kaum in Erscheinung, und nach 1629 regierte König Karl I. elf Jahre lang, ohne das Parlament erneut einzuberufen. Ab 1640 war er im Kurzen und Langen Parlament wieder Abgeordneter für Surrey. 1642 gehörte er einem Ausschuss an, die in Guildford die Grenze des königlichen Windsor Forest zu Surrey festlegen sollte. Die Kommission handelte entgegen einer Anordnung des House of Lords, und in der angespannten Situation vor Beginn des Englischen Bürgerkriegs befand sie, dass bis auf Guildford Park kein Teil von Surrey innerhalb der Grenzen des Windsor Forest lag und damit nicht dem Forest law und den besonderen königlichen Rechten unterworfen war.

## Unterstützer des Parlaments während des Bürgerkriegs
Als strenggläubiger Presbyterianer stand er im beginnenden Bürgerkrieg auf der Seite des Parlaments, weshalb er am 19. Juli 1642 als Friedensrichter ausscheiden musste. Dennoch nahm er im August am Geschworenengericht in Kingston teil, um den vom Parlament angeordnete Haftbefehl gegen Richter Mallet umzusetzen. Im September und Oktober 1642 stellte er in Surrey Streitkräfte für das Parlament auf. Als die königlichen Truppen im November in Surrey einfielen, wurde sein Anwesen geplündert. Nach dem Tod von Anthony Fane 1643 wurde Onslow der führende Abgeordnete für Surrey. Er setzte sich für eine gemäßigte und versöhnliche Politik ein, weshalb ihn der Royalist E. Andrews später lobte, das er in Surrey Plünderungen und Räubereien verhindert oder gestoppt habe. Dagegen beschuldigte der Dichter George Wither Onslow, ein Förderer von Missetätern und ein unerbitterlicher Gegner von eigentlichen Anhängern des Parlaments gewesen zu sein. Obwohl Onslow ein engagierter Presbyterianer war, schützte er Pfarrer anderer Konfessionen vor Vertreibung. Der Mathematiker William Oughtred, der auch anglikanischer Rektor von Albury war, widmete deshalb zum Dank seine 1647 erschienene Schrift The Key of the Mathematicks New Forged and Filed Onslow und seinem Sohn Arthur. Dazu schützte Onslow als Beauftragter von Henry Howard, 22. Earl of Arundel die Güter der Familie Howard in Surrey.
Mitte 1643 wurde Onslows Stellung in Surrey durch konkurrierende Parlamentarier unter Sir John Maynard herausgefordert, die von Surrey mehr Unterstützung für die Kriegsführung forderten. Maynard und seine Verbündeten gewannen im Juli 1644 zeitweise die Kontrolle über das County Committee, als Onslow als Befehlshaber der Regimenter aus Surrey während der Belagerung von Basing House in Hampshire diente. Ihr Versuch, Onslow als Befehlshaber der Milizen von Ost- und Zentralsurrey durch George Wither zu ersetzen, scheiterte jedoch. Ende August musste Maynard aus dem County Committee ausscheiden, und im März 1645 musste sein Verwandter Colonel Samuel Jones sein Kommando von Farnham Castle niederlegen. Auf Anordnung des Parlaments vom 1. Juli 1645 wurde ein neues Komitee gebildet, das von Onslow und seinen Anhängern beherrscht wurde. Diesen Erfolg verdankte Onslow der Unterstützung durch Algernon Percy, 10. Earl of Northumberland, der Lord Lieutenant von Surrey war, und durch die moderate Middle Group im Parlament. Im April 1646 griff George Wither in seiner Schrift Justitiarius justificatus Onslow an und beschuldigte ihn, dass er die Sache des Parlaments verraten wollte. Für diese Verleumdung wurde er am 7. August vom House of Commons zu einer Geldstrafe in Höhe von £ 500 und zu einer Haftstrafe verurteilt.
Am 11. Juni 1647 und am 30. Juli wurde er Mitglied des Committee of safety, doch ist es fraglich, ob er in dem Ausschuss, der die Kriegsführung des Parlaments leiten sollte, eine nennenswerte Rolle gespielt hat. Am 1. Juni 1648 wurde er Mitglied des Derby House committee, und wenig später Mitglied eines Ausschusses, das einen persönlichen Vertrag mit dem König schließen sollte.

## Abgeordneter während des Commonwealth of England
Cromwell misstraute jedoch Onslow, den er als Fuchs aus Surrey bezeichnete, und bei Pride’s Purge wurde er kurzzeitig verhaftet. Er blieb jedoch im Rumpfparlament Abgeordneter für Surrey, Mitglied des County committee und Milizkommandant. Als 1651 schottische Truppen in Westengland einfielen, wurde Onslow Befehlshaber des Infanterieregiments, dass in Surrey zur Abwehr im Juli 1651 aufgestellt wurde. Während des ersten und des zweiten Parlaments während des Commonwealth of England blieb er 1654 und 1656 Abgeordneter für Surrey. Im April 1657 gehörte er zu der Gruppe von führenden Parlamentariern, die den Lordprotektor Cromwell überzeugen sollten, die Königskrone anzunehmen. Cromwell lehnte dies ab, ernannte ihn aber im Dezember 1657 zum Mitglied des Other House, wie das House of Lords während des Commonwealth genannt wurde. Nach dem Sturz von Richard Cromwell 1659 zog sich Onslow zunächst aus der Politik zurück.

## Nach der Stuart-Restauration
Als während der Stuart-Restauration die verbliebenen Mitglieder des Langen Parlaments im Februar 1660 erneut zusammentraten, wurde Onslow zum Mitglied des neuen Staatsrats ernannt. Sowohl er wie auch sein Sohn Arthur kandidierten im April für Surrey für das sogenannte Convention Parliament, verloren jedoch die Wahl. Die Ursachen dafür waren seine Feindschaft zu den örtlichen Presbyterianern, zum anderen lehnte er ein angebotenes Mandat ab und spekulierte darauf, durch Wahl beide Mandate für sich und seinen Sohn zu gewinnen. Dies scheiterte jedoch, doch es gelang ihm, sich und seinen Sohn als Abgeordnete für die Stadt Guildford wählen zu lassen. Im Juli 1660 musste Onslow als Friedensrichter für Surrey ausscheiden, und seine Gegner versuchten, dass er nicht unter das Indemnitätsgesetz fallen sollte, das Abgeordneten Straffreiheit für ihre Tätigkeiten während des Bürgerkriegs und des Commonwealths zugestand. Onslows Gegner beschuldigten ihn wegen seiner Beteiligung an der Verhaftung von Richter Mallet 1642, wegen seiner militärischen Aktionen während des Bürgerkriegs und von 1651, wegen seiner Zugehörigkeit zum Rumpfparlament und dass er König Karl I. mit einem Igel, der sich in seine eigenen Stacheln verwickelt habe, verglichen hätte. Onslow versuchte seine Loyalität gegenüber dem König durch eine anklagende Rede gegen den Königsmörder John Hutchinson zu beweisen und wurde am 5. November 1660 begnadigt. Er gehörte dem Ausschuss an, dass die Bill of Attainder gegen die Königsmörder vorbereitete, dazu sollte der Ausschuss das Dukedom Norfolk wiederherstellen. Dessen Titelträger Thomas Howard galt als verrückt, und Onslow beschlagnahmte als einer seiner Vormünder sein Londoner Stadthaus Arundel House.
Im Mai 1661 wurde Onslow als Abgeordneter für Guildford in das sogenannte Kavalier-Parlament gewählt, im gleichen Jahr wurde er auch wieder Friedensrichter. Er unterstützte die Politik von Philip Wharton, 4. Baron Wharton und nahm bis zu seinem Tod rege an der parlamentarischen Arbeit teil, wobei er sich auch für eigene und Familieninteressen in Surrey und Guildford einsetzte. Er starb im Arundel House am Strand, angeblich an Wundbrand, doch wahrscheinlicher ist, dass er an den Folgen eines Blitzeinschlags starb.

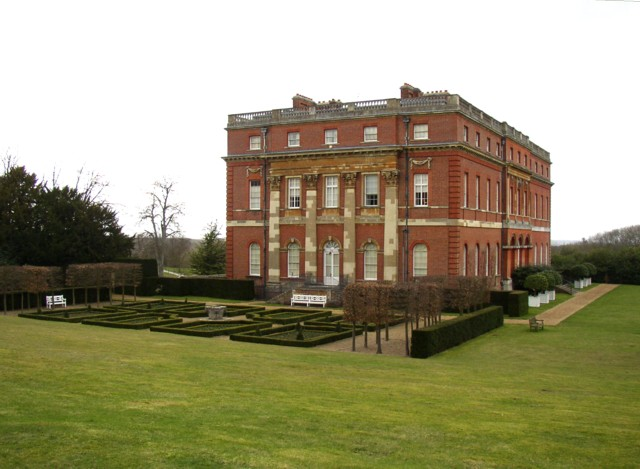
Clandon Park House wurde 1641 von Onslow gekauft, das Haus wurde um 1720 neu errichtet.

## Familie und Nachkommen
1620 hatte Onslow Elizabeth Strangways († 1679), die Tochter und Erbin von Arthur Strangways, eines wohlhabenden Gastwirts an einer nach London führenden Hauptstraße geheiratet. Er hatte mit ihr sechs Töchter und acht Söhne, darunter:
- Sir Arthur Onslow, 1. Baronet (1622–1688), ⚭ (1) Rose Stoughton, ⚭ (2) Mary Foote;
- Elizabeth Onslow, ⚭ (1) nach 1664 John Berney (um 1635–1678), ⚭ (2) Sir Francis Wyndham, 3. Baronet (um 1654–1716);
- Richard Onslow († nach 1664);
- Denzill Onslow (1642–1721), Unterhausabgeordneter für Guildford und Surrey, ⚭ Sarah Foote, Tochter des Sir Thomas Foote, 1. Baronet.
- Sir Henry Onslow († nach 1664), 1656 Unterhausabgeordneter für Arundel, ⚭ Jane Stodolp.

1642 hatte er Clandon Park in West Clandon in Surrey erworben, das sein Hauptwohnsitz wurde. Sein Erbe wurde sein ältester überlebender Sohn Arthur. Er wurde in Cranleigh Church begraben.